# ید وشم

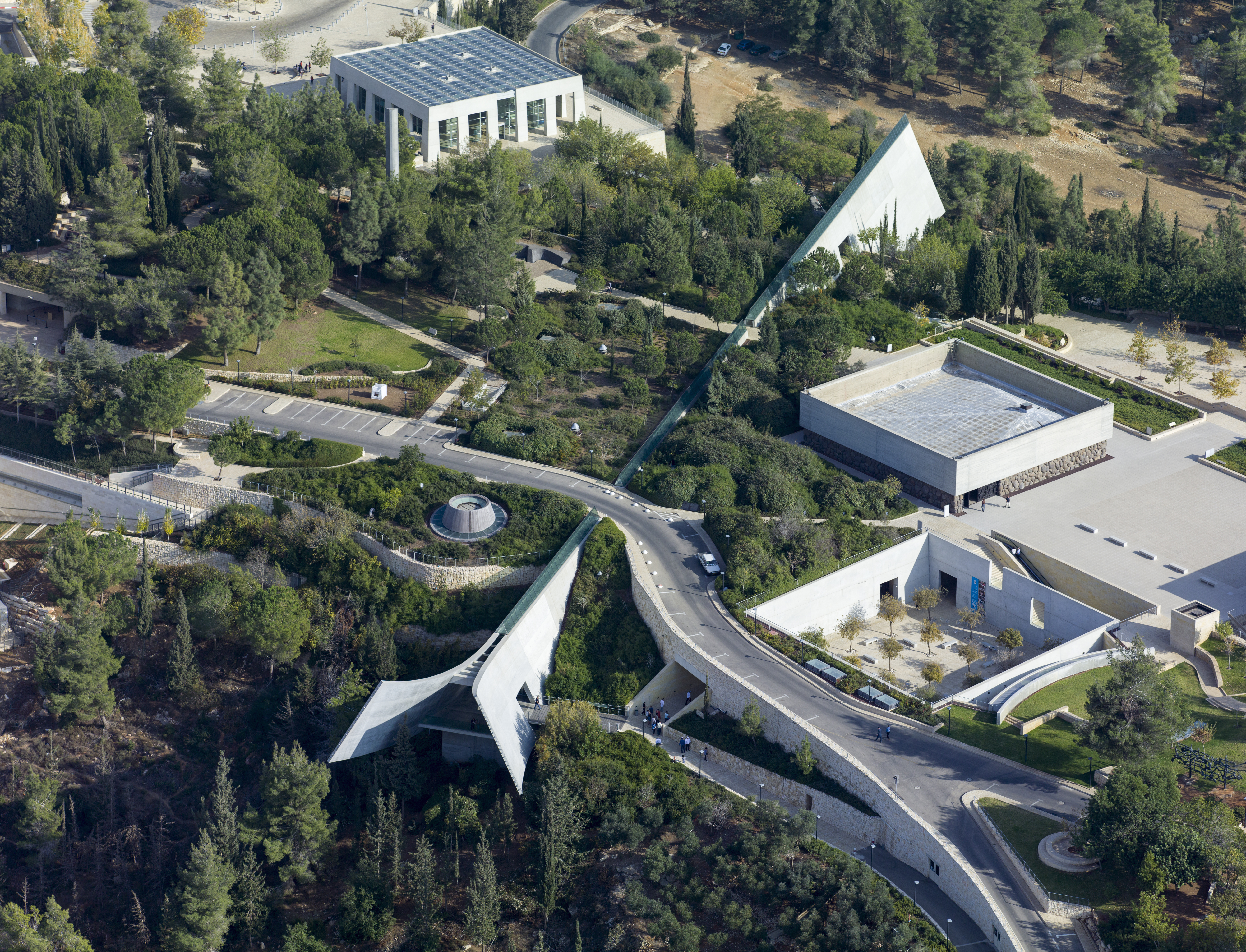
نگاره‌ای هوایی از موزه یادبود یَد و شِم که بر بلندای «تپه یادبود» در اورشلیم، اسرائیل واقع شده‌است. مجموعه توسط موشه سفدی، معمار برجستهٔ کانادایی-اسرائیلی، طراحی شده‌است.

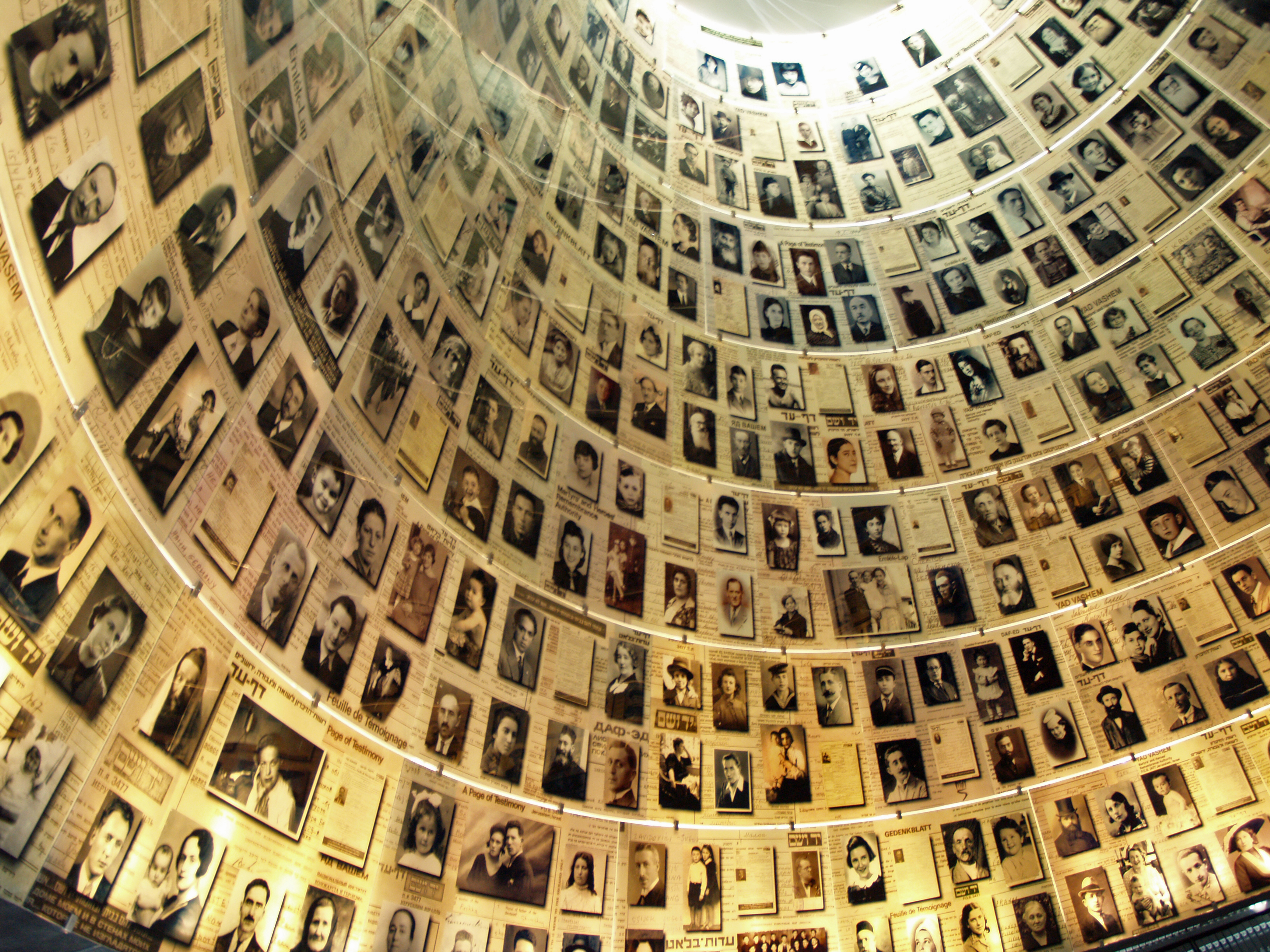
در تالار نام‌ها در موزه ید وشم، اسامی بیش از سه میلیون نفر از قربانیان هولوکاست نگهداری می‌شود و عکس‌های صدها نفر از آنان در معرض نمایش قرار دارد.

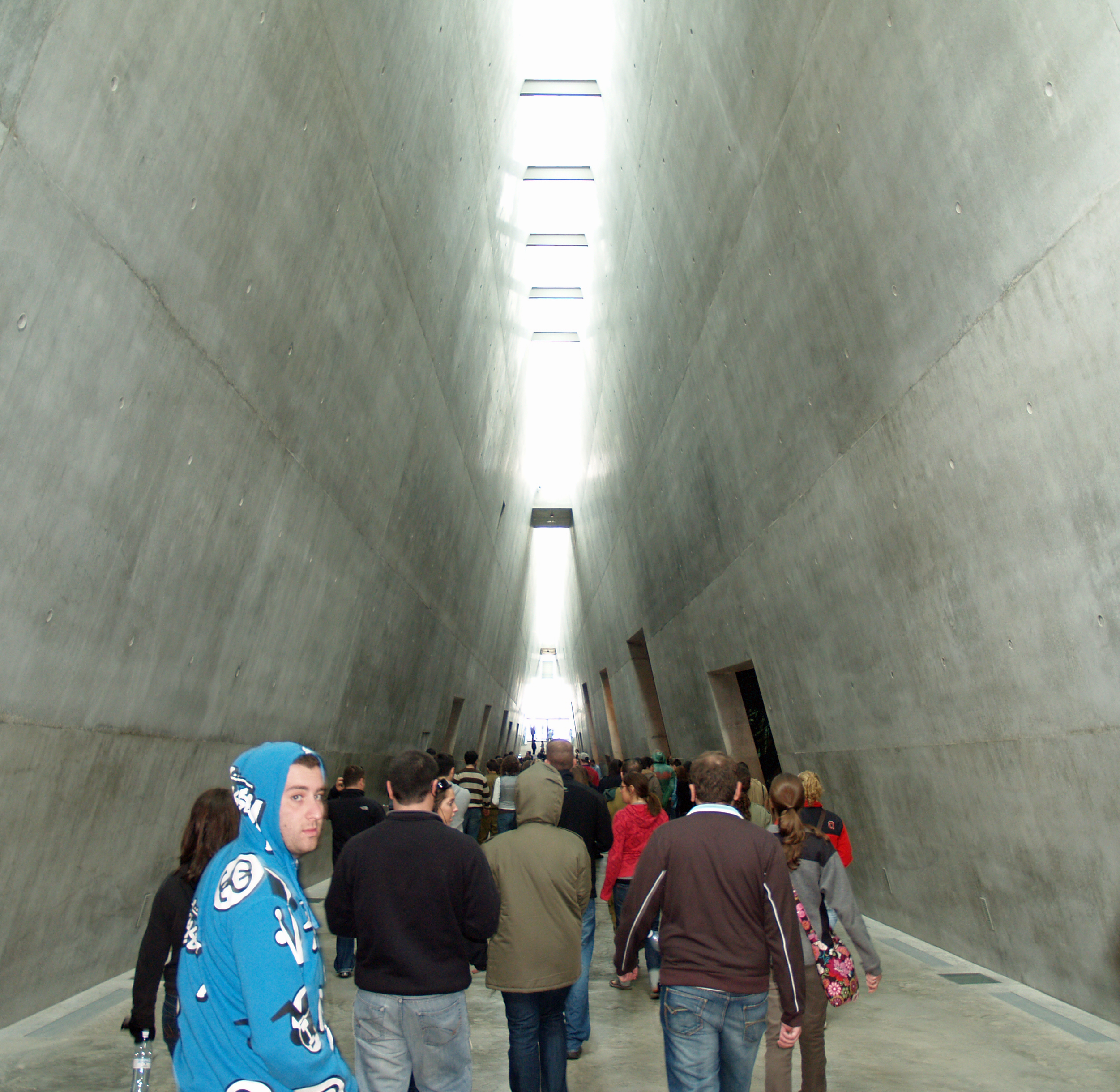
دالان تاریخ در موزه ید وشم.

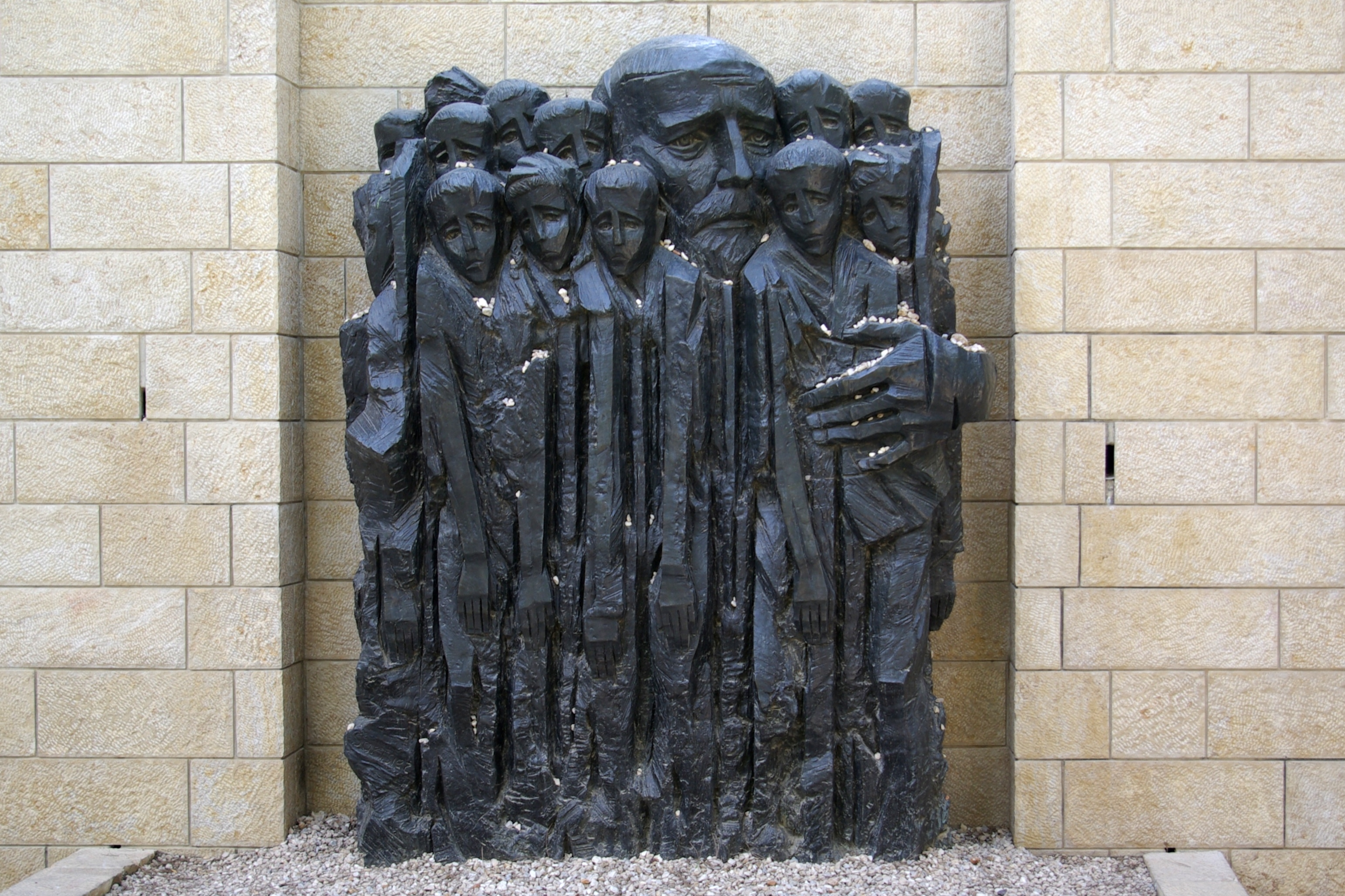
بنای یادبود کورچاک و یتیم‌هایش در موزه ید وشم. یانوش کورچاک، رئیس پرورشگاهی در محله یهودی‌نشین ورشو بود که به همراه کودکان تحت مراقبتش به مرکز کشتار تربلینکا و اتاق‌های گاز فرستاده‌شد و در سرنوشت آن‌ها شریک شد.

یَد وشِم (به عبری: יד ושם) نام بنیادی در کشور اسرائیل است که هدف از تأسیس آن نگهداری یاد قربانیان جنایات نازی‌ها و حفظ اسناد و آثار فاجعه نسل‌کشی یهودیان است. واژه «ید» به معنی یادبود و «شم» (هم‌ریشه با اسم) به معنی «نام» است.
بنیاد ید وشم به روی تپه بلندی در اورشلیم برپا گردیده که «تپه یادبود» نامیده می‌شود و شامل چندین موزه هولوکاست، نمایشگاه، ستون یادبود، تندیس‌ها و سنگ‌های یادبود قربانیان هولوکاست می‌شود.
یکی از اهداف اصلی بنیان‌گذاران یاد وشم برای تشخیص غیر یهودیان بود که با ریسک شخصی و بدون دنباله مالی یا مذهبی، انتخاب کردند که یهودیان را از نابودی جاری در طول هولوکاست نجات دهند. افرادی که اسرائیل آن‌ها را به عنوان "صالحین میان ملت‌ها" شناخته است، در بخشی از یاد وشم به نام باغ صالحین میان ملت‌ها افتخار دارند.
یاد وشم دومین جاذبه گردشگری اسرائیل با بیشترین بازدید کنندگان است، پس از دیوار غربی، با تقریباً یک میلیون بازدید کننده در سال. هزینه ورودی نمی‌پردازد.

### ریشه نام
نام "یاد وشم" از آیه‌ای در کتاب اشعیا (۵۶:۵) گرفته شده است: "[به] آنها در خانه خود و در دیوارهایم، یاد و نامی خواهم داد، بهتر از پسران و دختران؛ نام جاودانه ای به آنها خواهم داد که از یاد زمانه پاک نمی‌شود." (عبری: וְנָתַתִּי לָהֶם בְּבֵיתִי וּבְחוֹמֹתַי יָד וָשֵׁם, טוֹב מִבָּנִים וּמִבָּנוֹת; שֵׁם עוֹלָם אֶתֶּן לוֹ, אֲשֶׁר לֹא יִכָּרֵת.).
نام گذاری به خاطر یادگاری هولوکاست "یاد وشم" (عبری: יָד וָשֵׁם، به معنی "یادگار و نام") ایدهٔ تأسیس یک انبار ملی برای نام‌های قربانیان یهودی که پس از مرگ کسی نیست که نامشان را برای جاودانگی حفظ کند را منتقل می‌کند. آیه اصلی به خواجه ها اشاره داشت که با وجود اینکه نمی‌توانستند فرزندان داشته باشند، هنوز می‌توانستند برای همیشه با خدا زندگی کنند.

### اهداف
اهداف یاد وشم شامل آموزش، تحقیق و اسناد، و یادبود است. یاد وشم دوره‌های توسعه حرفه‌ای برای معلمان در اسرائیل و سراسر جهان برگزار می‌کند؛ برنامه‌های مطالعاتی مناسب سن برای مدارس اسرائیلی و خارجی توسعه می‌دهد؛ مواد آموزشی مناسب برای آموزش دانش‌آموزان در همه رده‌های سنی درباره هولوکاست تهیه می‌کند؛ نمایشگاه‌هایی درباره هولوکاست برگزار می‌کند؛ نام‌های قربانیان هولوکاست را جمع‌آوری می‌کند؛ عکس‌ها، اسناد و اشیاء شخصی را جمع‌آوری می‌کند؛ و برگه‌های شهادتی برای یادبود قربانیان هولوکاست تهیه می‌کند. یاد وشم سعی دارد که حافظه و نام شش میلیون یهودی کشته شده در هولوکاست و جوامع یهودی بسیاری که در آن زمان از بین رفته‌اند را حفظ کند. این مؤسسه مراسمات یادبود و یادمان برگزار می‌کند؛ پروژه‌های تحقیق در زمینه هولوکاست را پشتیبانی می‌کند؛ سمپوزیوم‌ها، کارگاه‌ها و کنفرانس‌های بین‌المللی را برگزار و هماهنگ می‌کند؛ و تحقیقات، خاطرات، اسناد، آلبوم‌ها و خاطرات مربوط به هولوکاست را منتشر می‌کند. یاد وشم همچنین به شرف داران غیر یهودی که در هولوکاست جان خود را به خطر انداختند تجلیل می‌کند.
مؤسسه بین‌المللی مطالعات هولوکاست در یاد وشم که در سال ۱۹۹۳ تأسیس شد، راهنماها و سمینارهایی برای دانش‌آموزان، معلمان و ارباب رجوع فراهم می‌آورد و ابزارهای آموزشی برای استفاده در کلاس‌های تحصیلی توسعه می‌دهد. یاد وشم هر ساله هزاران معلم داخلی و خارجی را آموزش می‌دهد.
یاد وشم وب‌سایتی را در چند زبان از جمله انگلیسی، آلمانی، عبری، فارسی، فرانسوی، روسی، اسپانیایی و عربی اداره می‌کند. در سال ۲۰۱۳، یاد وشم یک کمپین آنلاین به زبان عربی راه‌اندازی کرد که به تبلیغ وب‌سایت یاد وشم می‌پرداخت. این کمپین بیش از ۲.۴ میلیون نفر از زبان‌های عربی سخن‌گوی جهان را در بر گرفت و ترافیک وب‌سایت یاد وشم سه برابر شد.
سیاست این مؤسسه این است که هولوکاست "نمی‌تواند با هیچ رویداد دیگری مقایسه شود". در سال ۲۰۰۹، یاد وشم یک مدرس را به دلیل مقایسه درد و رنجی که یهودیان در هولوکاست دیدند با درد و رنجی که فلسطینیان در جنگ استقلال ۱۹۴۷-۱۹۴۹ شامل کشتار دیر یاسین دیدند، اخراج کرد.

### نیکوکاران در میان ملل
یکی از وظایف یاد وشم، تجلیل از غیر یهودیانی است که جان، آزادی یا موقعیت خود را برای نجات یهودیان در دوران هولوکاست به خطر انداختند. برای این منظور، کمیسیون مستقل ویژه‌ای به ریاست یک قاضی بازنشسته دیوان عالی تشکیل شد. اعضای کمیسیون، شامل مورخان، شخصیت‌های عمومی، وکلا و بازماندگان هولوکاست، هر مورد را بر اساس مجموعه‌ای از معیارها و مقررات تعریف شده بررسی و ارزیابی می‌کنند. افراد نیکوکار گواهی افتخار و مدال دریافت می‌کنند و نام آنها در باغ نیکوکاران در میان ملت‌ها،در کوه یادبود یاد وشم، گرامی داشته می‌شود. این یک پروژه مداوم است که تا زمانی که درخواست‌های معتبر، مستند به شهادت‌ها یا اسناد وجود داشته باشد، ادامه خواهد یافت. در سال ۲۰۱۱، پانصد و پنجاه و پنج نفر به رسمیت شناخته شدند و تا سال ۲۰۲۱، بیش از ۲۷,۹۲۱ نفر به عنوان نیکوکاران در میان ملت‌ها شناخته شده‌اند.
سیاست اعلام شده یاد وشم این است که به یهودیانی که یهودیان دیگر را نجات داده‌اند، حتی در یک دسته‌بندی احتمالی جدید، شناسایی معناداری ارائه نکند، صرف نظر از تعداد افرادی که فعالیت‌شان نجات داده است. دلیل اعلام شده این است که یهودیان وظیفه داشتند همنوعان یهودی خود را نجات دهند و سزاوار شناسایی نیستند.

## تاریخچه
بنیاد ید وشم به دنبال قانونی که در سال ۱۹۵۳ میلادی توسط کنست (پارلمان اسرائیل) به تصویب رسید، در سمت غربی تپه هرتسل که آرامگاه ملی اسرائیل است، برپا شد.
بنیاد ید وشم مأموریت دارد تا به پژوهش دربارهٔ تاریخ ملت یهود در دوران هولوکاست بپردازد و سرگذشت و یاد شش میلیون نفر یهودیانی را که در جنگ جهانی دوم قربانی شدند را زنده نگاه دارد.
برای انجام این هدف، بنیاد ید وشم به احداث آرشیوهای مجهز، کتابخانه، دانش‌سرا و موزه‌های متعدد پرداخته و به موازات آن یاد بشر دوستانی را که با به خطر انداختن جان خویش موجب نجات برخی یهودیان شده‌اند را گرامی می‌دارد.

## بازدید پاپ بندیکت شانزدهم

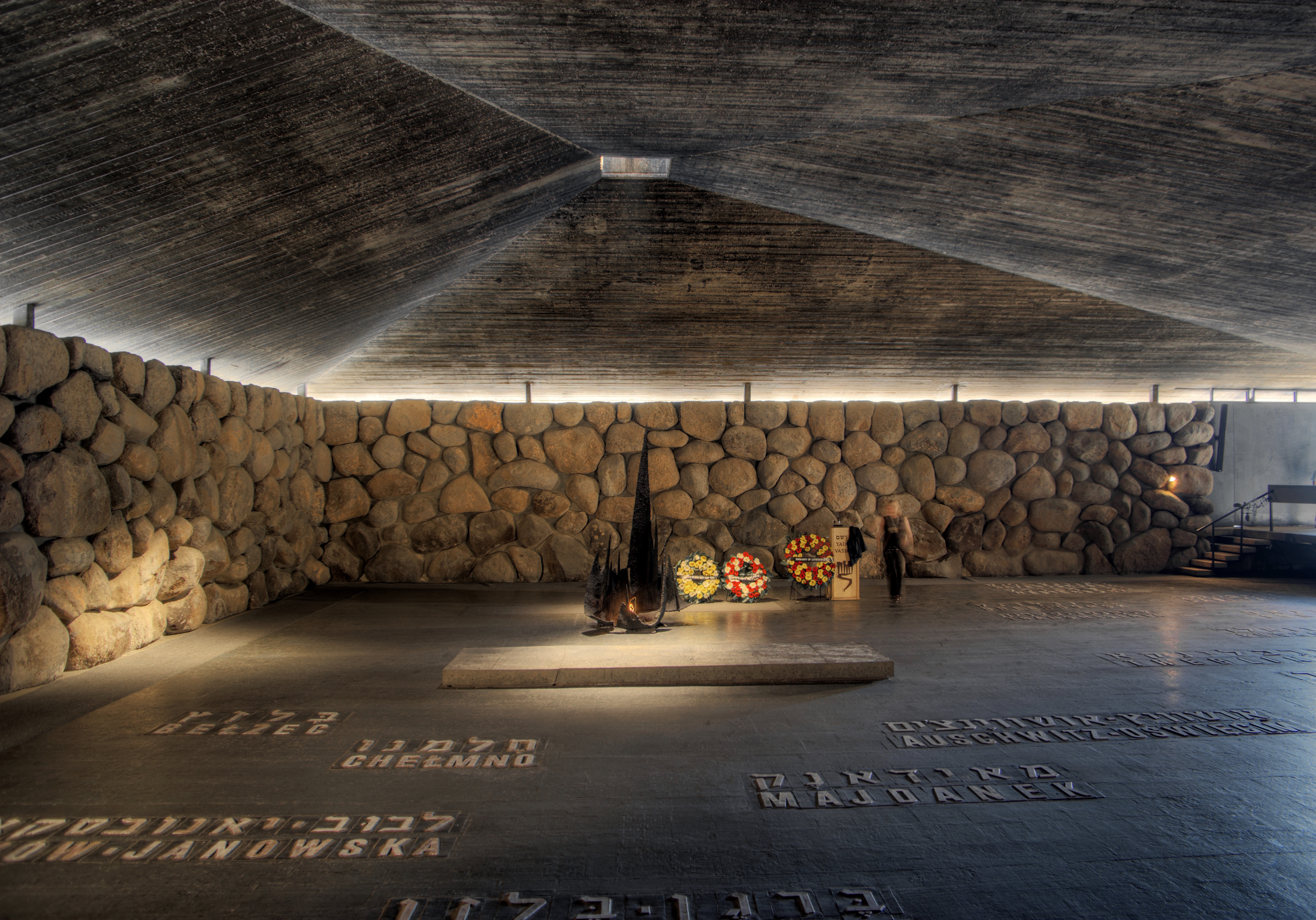
بنای یادبود «ید وشم»، بر سنگی که خاکستر قربانیان هولوکاست را می‌پوشاند و در کنار آن نام اردوگاه‌های مرگ آلمان نازی نوشته شده‌است، ساخته شده.

در تاریخ ۱۱ مه ۲۰۰۹ میلادی، پاپ بندیکت شانزدهم، رهبر کاتولیک‌های جهان، در بازدید از موزه هولوکاست، خطاب به جمعی از بازماندگان واقعه نسل‌کشی یهودیان اروپا توسط آلمان نازی گفت: «از خدا می‌خواهیم که نام این قربانیان هرگز از میان نرود. از خدا می‌خواهیم که رنج آنها هرگز انکار، تحقیر یا فراموش نشود».
هم‌چنین پاپ بندیکت شانزدهم، در بنای یادبود «ید وشم»، بر سنگی که خاکستر قربانیان هولوکاست را می‌پوشاند، حلقه گل نهاد و گفت: «جان آنها از دست رفت، اما نامشان هرگز از میان نخواهد رفت».